# Gastrophanella
Gastrophanella is een geslacht van sponsdieren uit de klasse van de Demospongiae (gewone sponzen). 

## Soorten
- Gastrophanella cavernicola Muricy & Minervino, 2000
- Gastrophanella implexa Schmidt, 1879
- Gastrophanella mammilliformis Burton, 1929
- Gastrophanella phoeniciensis Perez, Vacelet, Bitar & Zibrowius, 2004
- Gastrophanella primore Gomez, 1998
- Gastrophanella stylifera Mothes & Silva, 1999